# Száraz-tó
A Száraz-tó (bolgárul: Сухото езеро, Szuhoto ezero) tó a Rila-hegység központi részén, 1891,5 méter tengerszint feletti magasságban, a Rila patak (a Sztruma bal oldali mellékfolyója) vízgyűjtő medencéjében, a Popova kapa-csúcstól 1500 méterre délkeletre. Kjusztendil megyében található, Rila önkormányzat közigazgatási területén.
A tó csaknem téglalap alakú, ám körvonala változó, maximális hossza 270 méter, szélessége 120 méter. Legnagyobb, mintegy 30 hektáros kiterjedését tavasszal, hóolvadás idején éri el. Két kisebb vízbefolyás táplálja, amelyek a Popovokap-tavaktól, illetve a Kobilino Braniste-nyeregből érkeznek, amelyek a tótól mintegy 400 méterre keletre egyesülnek. Őszre szinte kiszárad. Nincs látható felszíni lefolyása, vize átszűrődik a nyugati part mentén elhelyezkedő morénás töltésen, és a Rila patakba érkezik.

## Fordítás
Ez a szócikk részben vagy egészben  a(z)   Сухото езеро (Рилски манастир) című bolgár Wikipédia-szócikk ezen változatának fordításán alapul.  Az eredeti cikk szerkesztőit annak laptörténete sorolja fel. Ez a jelzés csupán a megfogalmazás eredetét és a szerzői jogokat jelzi, nem szolgál a cikkben szereplő információk forrásmegjelöléseként.